# Маргарета Бломберг
Маргарета Бломберг (швед. Margareta Blomberg; повне ім'я Karin Maria Margareta Blomberg, у шлюбі Isacsson; нар. 1943) — шведська художниця.

## Біографія
Народилася 11 березня 1943 року в приході Rö муніципалітету Norrtälje стокгольмського округу. Дочка Карла-Георга Бломберга (Carl-Georg Blomberg) і його дружини, художниці Карін Норд (Carin Nord).
Здобула освіту в стокгольмському коледжі декоративно-прикладного мистецтва і дизайну Konstfack в 1959—1961 роках, у стокгольмській художній школі Gerlesborgsskolan, а також у Франції в 1962—1967 роках. Також у 1962—1963 роках навчалася в шведській Королівській академії вільних мистецтв.
У 1966 році одружилася з шведським письменником і художником Арне Ісакссоном (1917—2010), творцем художньої школи Gerlesborgsskolan (1944 рік). Разом із чоловіком брала участь в діяльності цієі школи.  Маргарета Бломберг організувала велику кількість персональних виставок. Її картини представлені в ряді громадських місць Швеції: в Державній художній раді, в лікарнях Сальберга та Уддевалли, у приміщенні канцелярії місцевої ради Венерсборга.